# Dư Hàng (phường)
Dư Hàng là một phường thuộc quận Lê Chân, thành phố Hải Phòng, Việt Nam.

## Địa lý
Phường Dư Hàng có diện tích 0,27 km², dân số năm 2022 là 14.592 người, mật độ dân số đạt 54.044 người/km².

## Lịch sử
Ngày 15 tháng 1 năm 1981, UBND TP. Hải Phòng ban hành Quyết định số 83/QĐ-UBND về việc thành lập phường Dư Hàng thuộc quận Lê Chân.
Ngày 20 tháng 7 năm 2022, HĐND TP. Hải Phòng ban hành Nghị quyết số 26/NQ-HĐND về việc:
- Thành lập tổ dân phố số 1 trên cơ sở 3 tổ dân phố: số 2, số 3, số 4.
- Thành lập tổ dân phố số 2 trên cơ sở 3 tổ dân phố: số 5, số 6, số 7.
- Thành lập tổ dân phố số 3 trên cơ sở 3 tổ dân phố: số 8, số 9, số 10.
- Thành lập tổ dân phố số 4 trên cơ sở 4 tổ dân phố: số 11, số 12, số 13, số 23.
- Thành lập tổ dân phố số 5 trên cơ sở 4 tổ dân phố: số 14, số 15, số 16, số 21.
- Thành lập tổ dân phố số 6 trên cơ sở 3 tổ dân phố: số 18, số 19, số 25.
- Thành lập tổ dân phố số 7 trên cơ sở 3 tổ dân phố: số 20, số 22, số 26.
- Thành lập tổ dân phố số 8 trên cơ sở 3 tổ dân phố: số 1, số 17, số 24.

## Giao thông
- Phố Hồ Sen
- Phố Miếu Hai Xã
- Phố Dư Hàng
- Phố Chùa Hàng
- Phố Nguyễn Công Hòa.